# محمد عماد الدروبي
محمد عماد الدروبي (بالإنكليزية:Mohamad Imad Droubi) هو طبيب ومخترع سوري مختص في مجال زراعة الأسنان من خلال طرق قام بابتكارها أصبحت فيما بعد تدرس في العديد من المراكز العلمية والاختصاصية في هذا المجال.

## حياته الشخصية والمهنية
ولد الطبيب المخترع في 1 نيسان عام 1959م في مدينة حمص في سوريا، يتقن الإنكليزية إضافة للعربية، وهو متزوج ولديه 4 أبناء.
درس العلوم وتخصص فيما بعد في مجال زراعة الأسنان، قام باختراع الموسعات في زراعة الأسنان وذلك دون جراحة وقام بتدريس طريقته في العديد من الدول، ثم الشبكات التيتانية لمعالجة نقص العظم الفكي في حال زراعة الأسنان، ثم الدعامة متبدلة الاتجاه للزرعة السنية والدعامة السيلكونية في زراعة الأسنان، قام بعد ذلك بتدريب العديد من أطباء الأسنان الممارسين بعد أن كانت حكراً على الأطباء الاختصاصيين حول العالم على طريقته الخاصة في زراعة الأسنان، وساهم في إدخال هذه الطريقة الجديدة إلى العديد من البلدان التي لم تكن قد انتشرت فيها زراعة الأسنان بشكل عام وهي (سوريا، المغرب، الجزائر، السودان، اليمن، اقليم كردستان) وساهم في إدخال طريقته المبتكرة إلى أغلب الدول العربية والأجنبية التي تتوفر فيها الطرق التقليدية في الزراعة، واستطاع من خلال هذه التقنية أن يخفض تكاليف زراعة الأسنان حول العالم بشكل عام وفي سوريا بشكل خاص ويرفع عدد الأطباء الممارسين القادرين على استخدام تقنية زرع الأسنان.

## الدراسة والعمل والخبرات
- حاصل على إجازة في العلوم من جامعة دمشق عام 1980م.
- حاصل على إجازة في طب الأسنان من جامعة يريفيان عام 2005م.[10]
- حاصل على دكتوراه فخرية من جامعة جنيسز المصرية عام 2014م.[11]
- حاصل على دبلوم في زراعة الأسنان من أكاديمية IBS في (ديجون، كوريا الجنوبية) عام 2016م.
- قام بعدد من الدورات التدريبية التخصصية في كل من جامعات طنطا و عين شمس والمركز الدولي لطب وتجميل الأسنان في الإسكندرية في مصر، وأكاديمية زراعة الأسنان في (ساوباولو، البرازيل) ومركز تدريب IBS في (ديجون، كوريا الجنوبية) ومركز CSM في (دايغو، كوريا الجنوبية).
- عضو جمعية الإسكندرية لزراعة الأسنان.
- عضو في مجلس رجال الأعمال السوري.
- ترأس مجلس إدارة جمعية المخترعين السوريين.
- عضو الجمعية السورية لحماية الملكية الفكرية ومدير العلاقات الدولية فيها.
- محاضر معتمد في زراعة الأسنان على نظام CSM ونظام IBS الكوريين.
- محاضر في مجال زرع الأسنان في جامعة عين شمس وجامعة طنطا وجامعة تشرين كما حاضر في العديد من المؤتمرات الطبية المختصة في مجال زرع الأسنان التي استضافتها الكثير من الدول: (سوريا، اليمن، المغرب، قطر، مصر، موريتانيا، السودان، الجزائر، الإمارات، تونس، روسيا، الهند، ماليزيا، أرمينيا، أوكرانيا، كوريا الجنوبية، البرازيل، تركيا، العراق، ألبانيا).
- قام بتدريب أكثر من 2000 طبيب أسنان على الطرق التي قام بابتكارها.[12]

## براءات الاختراع والجوائز والميداليات
- براءات الاختراع:

1. براءة اختراع رقم 5361:[13] الموسعات غير الراضة لإدخال زرعة الأسنان.[14]
2. براءة اختراع رقم 5700: الشبكات التيتانية لتعويض فقد العظم في زراعة الأسنان.[14]
3. إيداع براءة اختراع رقم 8175: الدعامة متبدلة الاتجاه للزرعة السنية.
4. ايداع براءة اختراع رقم 8863: الدعامة السيلكونية في زراعة الأسنان.

- المؤلفات:

قام بتأليف عدد من الكتب والكتيبات التي تشرح الطرق والأدوات التي قام بابتكارها في زراعة الأسنان:
1. المفيد في زراعة الأسنان.
2. الموسعات الغير راضَة في زراعة الأسنان.
3. زراعة الأسنان[ب].
4. نظام دروبي لزراعة الأسنان.

- الجوائز والميداليات:

1. الميدالية الذهبية من منظمة الوايبو الأمم المتحدة.[15]
2. الميدالية الذهبية عن المجموعة الكاملة لزراعة الاسنان سيئول الدولي 2015م.[16]
3. الميدالية الذهبية لأفضل اختراع من الجمعية الألمانية 2015م.
4. الميدالية الذهبية لأفضل اختراع من نقابة مخترعين تايوان 2015م.
5. الميدالية الذهبية لأفضل اختراع من مملكة تايلند 2015م.
6. الميدالية الذهبية عن الموسعات في كوريا الجنوبية 2014م.
7. الميدالية الفضية عن الموسعات الخاصة بالفك العلوي في كوريا الجنوبية 2014م.
8. الجائزة الخاصة لأفضل اختراع من جمعية المخترعين البولندية 2014م.
9. الميدالية الذهبية عن الموسعات في كوريا الجنوبية (2013-2012).
10. الميدالية الذهبية عن دعامة السيلكون في كوريا الجنوبية 2012م.
11. المركز الأول والجائزة الخاصة لمعرض سيئول الدولي 2010م.
12. ميداليتين ذهبيتين وفضية لثلاث اختراعات مقدمة في معرض سيئول الدولي عام 2010م.
13. ذهبية معرض جنيف الدولي في سويسرا 2010م.[17]
14. ذهبية معرض مصر الدولي 2010م.
15. ذهبية معرض الشرق الأوسط في الكويت 2010م.
16. الميدالية الذهبية الروسية عن أفضل اختراع طبي عالمي 2010م.
17. جائزة منظمة الايفيا الذهبية لأفضل مخترع في معرض الباسل في سوريا 2009م.[18]
18. درع جمعية المخترعين الإيرانيين، معرض الباسل في سوريا 2009م.
19. الميدالية الذهبية في معرض الباسل الرابع عشر في سوريا 2009م.
20. كأس المركز الأول في مسابقة الجنيس، أوروبا 2009م[19] و بودابست 2009م.[20]
21. درع أركا البلاكيتا (الجائزة الخاصة) في معرض زغرب للاختراع، كرواتيا 2009م.[21]
22. اختير مشروعه كواحد من أفضل 10 مشاريع جاهزة للاستثمار في الوطن العربي في (مسابقة الاستثمار في التكنولوجيا) المؤسسة العربية للعلوم والتكنولوجيا في القاهرة 2009م.
23. الميدالية الذهبية في معرض سيئول الدولي لموضوع (الشبكات التيتانية لمعالجة نقص العظم الفكي في حال زراعة الأسنان) 2008م.
24. الجائزة الخاصة (الكيبز) لمعرض سيئول المقدمة من المنظمة الكورية دعم المشاريع الصغيرة والمتوسطة لموضوع الموسعات 2008م.[10]
25. المركز الثاني لفئة المحترفين في تصفيات (صنع في الوطن العربي) التي قد شارك فيها 370 مخترع في مختلف فروع العلم من 11 دولة عربية والتي أقامتها المؤسسة العربية للعلوم والتكنولوجيا تحت رعاية الجامعة العربية في (3-4) تشرين الثاني 2007م، والمركز الأول على مستوى الاختراعات الطبية.
26. المركز الثالث لأفضل خطة عمل في مؤتمر فاس للأعمال التكنولوجية في المغرب.
27. مثل مخترعين العالم العربي في مؤتمر سان فرانسيسكو، الولايات المتحدة الأمريكية.
28. المركز الأول والميدالية الذهبية في معرض الإبداع والابتكار الذي عقد في الخرطوم برعاية الجامعة العربية من (10-12) تشرين الثاني 2007م.